# Can Granic (Vilobí d'Onyar)
Can Granic és una masia del municipi de Vilobí d'Onyar (Selva). Forma part de l'Inventari del Patrimoni Arquitectònic de Catalunya.

## Descripció
És un edifici de dues plantes i vessants a laterals i ràfec d'una filada de teules. Es poden distingir diferents fases constructives i reformes. La teulada és a dos nivells, un més alt que correspon al cos central i de la dreta, mentre que el de l'esquerre es troba a un nivell més baix. La teulada ha estat refeta en els últims anys. La façana principal té un portal d'arc de mig punt de grans dovelles i a la clau trobem inscrita la data de 1548. Una de les finestres és amb impostes i les altres són rectangulars de pedra amb ampit motllurat. Amb posterioritat a l'any 1987 es va eliminar el pou adossat a la façana.
Aquest mas va ser subdividit en dues propietats i es va obrir una altra porta a la façana lateral dreta, on hi ha una finestra amb relleu d'arc conopial amb un botó de flor central i la inscripció "BALDIRI SALVI". L'interior del costat esquerre ha estat acondicionat com a magatzem i el de la dreta no ha estat reformat i conserva els cairats de fusta i els terres de tova.

## Història
La casa és de dos propietaris diferents de la mateixa família, els Rabasseda, que fa més de trenta anys que no l'habiten, però s'utlilitzen les construccions annexes per activitats econòmiques molt diferents. Al costat dret trobem els magatzems d'una empresa de vidres per autocars i al costat esquerre hi ha una granja de vedells.